# Ювяскюля
Ю́вяскюля (фін. Jyväskylä, фінською звучить: [ˈjyvæsˌkylæ]) — місто і муніципалітет в Фінляндії в провінції (ляні) Західна Фінляндія (фін. Länsi-Suomen lääni), адміністративний центр регіону (маакунта) Центральна Фінляндія (фін. Keski-Suomen maakunta), розташоване на берегах озер Пяйянне та Кейтеле за 147 км на північний схід від Тампере та 270 км на північ від Гельсінкі.
Станом на 31 березня 2023 року населення Ювяскюля становило 147 821 осіб. Місто було одним з найбільш швидкозростаючих міст Фінляндії протягом 20-го століття,
На околицях Ювяскюля щорічно відбуваються етапи чемпіонату світу з ралі — Ралі Фінляндії.

## Етимологія
Друга частина назви міста — kylä, означає «село». Перша частина назви міста, jyväs-, виглядає як основа прикметника * jyvänen, похідного від jyvä, «зерно». Крім того, є асоціація зі словом Taxus — тис, і старопруським словом juwis. Також було висловлене припущення, що слово jyväs позначає відбиття сонця на поверхні води.

## Історія
У регіоні Ювяскюля знаходили артефакти кам'яної доби. Згідно з найдавнішими наявними податковими документами (maakirja), в 1539 році в регіоні Ювяскюля було сім маєтків. Один з них, маєток Маттіли, володів територіями, що тягнуться від села Кельо до сіл Весанка і Палокка. Найстарішим маєтком в Ювяскюля, який постійно належав одній і тій же сім'ї, є маєток Лахті, який виник, коли маєток Маттіли було розділено між двома братами в 1600 році. Історія маєтку Лахті та родини Лахті мали значний вплив на розвиток регіону Ювяскюля. Лахденрінне, в південно-західному куті озера Ювяс'ярві, належить старому центру маєтку Лахті.
Місто Ювяскюля було засноване 22 березня 1837 року, коли російський імператор і великий князь Фінляндський Микола I підписав статут міста, і інфраструктура була побудована практично з нуля. Хоча Микола I в Росії скасував багато автономних районів, стверджувалося, що лояльність фінських військових вплинула на його підхід до фінської автономії. Початкове місто було побудоване між озером Ювяс'ярві (яке пов'язане з озером Пяйянне) і хребтом Ювяскюля (Харью) і складалося з більшої частини нинішнього центру міста у вигляді сітки.
Створення шкіл у 1850-х та 60-х роках виявилося найважливішим кроком у подальшому розвитку міста Ювяскюля. Перші три фінськомовні школи у світі були засновані в Ювяскюля: ліцей у 1858 році, учительський коледж у 1863 році та жіноча школа у 1864 році. Добре навчений викладацький склад та учні з різних куточків країни безповоротно змінили атмосферу Ювяскюлі.
На початку 20 століття місто розширилося в кілька разів. Велика частина сьогоднішньої Ювяскюля була побудована після війни, коли в місто перебралися біженці з Карелії та інших частин країни, і їм було вкрай необхідне житло. У 21 столітті Ювяскюля швидко росло — більш ніж на 1000 жителів щорічно.
Сейнетсало було об'єднане з Ювяскюля в 1993 році, а 1 січня 2009 року з Ювяскюля був об'єднаний муніципалітет Корпілагті.

## Економіка
Через відмінне транспортне сполучення, Ювяскюля був жвавим ринком ще до того, як в нинішньому центрі міста були засновані перші постійні поселення. Створення перших трьох фінськомовних шкіл у Фінляндії: ліцею в 1858 р., учительського коледжу в 1863 р. та жіночої школи в 1864 р. виявилося найважливішими кроками щодо подальшого розвитку Ювяскюля. Освітні послуги стали серцем економічного зростання міста. В 1912 році Вільгельм Шаумман заснував фанерний завод на березі Ювяшярві. Незабаром інші види лісових підприємств відкрили в місті заводи та приміщення. Таким чином, пиломатеріали, целюлоза та папір стали другою основою економіки в Ювяскюля. Пізніше високоякісна освіта та виробництво паперової техніки привернули до міста бізнес в галузі інформаційних технологій.
На сьогодні основними джерелами існування в Ювяскюля є освіта та охорона здоров'я, виробництво паперової техніки, інформаційні технології та відновлювана енергетика. Найважливішими приватними роботодавцями є виробник паперової техніки Metso ltd., Роздрібна торгова компанія Keskimaa Cooperative Society, компанія з обслуговування нерухомості ISS та виробник вітрогенераторів Moventas. Найбільшими державними роботодавцями є місто Ювяскюля, Центральний фінський округ охорони здоров'я, Університет Ювяскюля та Повітряна академія.
Станом на 2010 рік лише 1 % робочої сили працює в первинному секторі, 21 % у вторинному секторі та 78 % в секторі послуг в економіці.
У квітні 2012 р. рівень безробіття в Ювяскюля становив 12,2 %, що було вище середнього показника у Фінляндії (9,8 % у 2012 р.). Станом на липень 2012 року в Ювяскюля було близько 61 000 робочих місць. Середній дохід на одного одержувача доходу в 2010 році склав 24 380 євро.
У 2011 році Ювяскюля взяла участь у дослідженні оцінки іміджу серед підприємств. Місто отримало найвищий бал серед великих фінських міст в дослідженні, особливо завдяки наявності кваліфікованої робочої сили, комерційних послуг, транспортним зв'язкам і географічному положенню.
У 2005 році валовий внутрішній продукт на душу населення в місті Ювяскюля склав 33 688 євро. Самодостатність робочих місць в місті перевищила 100 %, в результаті чого ВВП на душу населення перевищив середній показник по країні. У 2007 році ВВП на душу населення всього регіону Ювяскюля становив 28 718 євро. Регіональний ВВП на душу населення нижчий за середній показник по Фінляндії, головним чином через велику кількість студентів та відносно високий рівень безробіття.

## Освіта
Історично склалося так, що Ювяскюля є центром освіти Фінляндії. Тут уперше в історії країни були відкриті навчальні заклади з фінською мовою навчання:
- 1858 — перший фінськомовний ліцей (фін. Jyväskylän Lyseon lukio)
- 1863 — перший фінськомовний навчальний заклад для підготовки вчителів фінськомовних шкіл (учительська семінарія)
- 1864 — перша фінськомовна школа для дівчат
- 1914 — перший фінськомовний університет (Літній університет)

З огляду на роль Ювяскюля в розвитку освіти в Фінляндії місто називають «Афінами Фінляндії» (фін. Suomen Ateena).
Пізніше навчальний заклад для підготовки вчителів перетворився на коледж освіти (1934 р.), а далі в багатопрофільний університет Ювяскюля (1966).
Університет Ювяскюля — один з найпопулярніших університетів Фінляндії. Майже 16 000 студентів навчаються на бакалавраті чи магістратурі; університет також пропонує програми докторантури з більшості своїх предметів. Історично університет досяг успіху в дослідженні освіти, але за останні кілька десятиліть він також завоював повагу в галузі природничих наук. Це єдиний університет у Фінляндії, який пропонує університетську спортивну освіту, готує викладачів спорту та тренерів. Сьогодні університет пропонує також ступені з кібербезпеки, у тісній співпраці зі збройними силами Фінляндії. За даними Міністерства зайнятості та економіки, місто було визнано в 2013 році містом кібербезпеки, забезпечуючи портфель досліджень та заходів, пов'язаних з кібербезпекою.

## Визначні місця
- Університет Ювяскюля

## Відомі люди

### Відомі мешканці
- Алвар Аалто — фінський урбаністичний архітектор, один з піонерів сучасної світової архітектури
- Мінна Кант — фінська письменниця, громадська діячка
- Матті Хейккінен — фінський лижник, чемпіон світу
- Мікко Гірвонен — фінський ралійний гонщик

### Уродженці
- Матті Ванганен (* 1955) — прем'єр-міністр Фінляндії (2003—2010).
- Самі Ватанен (* 1991) — фінський хокеїст, захисник.
- Кіммо Гакола (* 1958) — фінський композитор.
- Ееро Маркканен (* 1991) — фінський футболіст.
- Оллі Мяяття (* 1994) — фінський хокеїст, захисник
- Харрі Рованпера (* 1966) — фінський автогонщик.
- Раймо Сумманен (* 1962) — фінський хокеїст

## Міста-побратими
| - Esbjerg Municipality, Данія (1947) - Ескільстуна, Швеція (1947) - Дебрецен, Угорщина (1970) - Jalapa, Нікарагуа (1988) - Куньмін, КНР (2005) - Банська Бистриця, Словаччина (2006) - Муданьцзян, КНР (1988) | - Neskaupstaður, Ісландія (1958) - Ніїдза, Японія (1997) - Потсдам, Німеччина (1985) - Познань, Польща (1974) - Ставангер, Норвегія (1947) - Тарту, Естонія (1991) - Ярославль, Росія (1966) |